# Mary Wurm
Mary Wurm, geborene Marie Josephine Agnes Wurm (* 18. Mai 1860 in Southampton; † 21. Januar 1938 in München) war eine englische Pianistin, Komponistin und Dirigentin deutscher Herkunft.

## Leben
Mary Wurm war das älteste von zehn Kindern der Musikpädagogen Johann Evangelist Wurm und Sophie Niggl. Drei ihrer Schwestern, Alice, Adela und Mathilde wurden ebenfalls Pianistinnen, nahmen aber den Namen Verne an. Mary Wurm nahm von 1869 bis 1877 Unterricht am Königlichen Konservatorium für Musik in Stuttgart bei Ludwig Stark und Dionys Pruckner. Sie war eine Cousine des deutsch-englischen Malerfürsten Sir Hubert Ritter von Herkomer und Tante der Gwenddydd Herkomer.
Von 1880 bis 1882 studierte sie bei Clara Schumann und Joachim Raff am Hoch’schen Konservatorium. Nach der erfolgreichen Prüfung gab sie 1882 ihr Debüt als Pianistin im Londoner Crystal Palace mit Robert Schumanns Klavierkonzert unter August Manns. und konzertierte 1884 gemeinsam mit ihrer Lehrerin Clara Schumann in der Londoner St James’s Hall. Finanziert durch ein Mendelssohn-Stipendium, setzte sie ihre Ausbildung bei Charles Villiers Stanford, Arthur Sullivan und Frederick Bridge in London und 1886 bei Carl Reinecke in Leipzig fort. Es folgte eine rege und erfolgreiche Konzerttätigkeit in England und Deutschland als Pianistin, Kammermusikerin und Liedbegleiterin.
Auch als Orchesterleiterin trat sie hervor. Am 5. November 1887 dirigierte Mary Wurm als erste Frau die Berliner Philharmoniker. Sie hatte das Orchester als „Concertgeberin“ gemietet und führte ausschließlich eigene Werke auf, u. a. dirigierte sie selbst ihre Konzertouvertüre und spielte unter der Leitung von Gustav Kogel den Solopart ihres Klavierkonzerts. Aufsehen erregte zudem ihr Solokonzert in der Londoner Queen’s Hall 1895, bei dem sie ausschließlich Improvisationen über eingereichte Themen spielte.
Nach einer Tuberkuloseerkrankung 1896 trat sie ab 1898 wieder auf, zudem gründete sie im selben Jahr ein Frauenorchester, das jedoch aufgrund finanzieller Probleme wieder aufgelöst werden musste. Ab 1900 nahm Wurm erneuten Klavierunterricht bei Elisabeth Caland, einer Schülerin von Ludwig Deppe, wodurch es ihr gelang einen Armkrampf zu überwinden. Über ihre Erfahrungen mit der „Deppe-Caland-Lehre“ berichtete sie in der Schrift Praktische Vorschule zur Caland-Lehre. Vorschule zu Elisabeth Calands „Praktischem Lehrgang“ von der Elementar- bis zur Oberstufe (1914). In späteren Jahren, im Umfeld ihrer 1916/17 entstandenen Oper nach Goethes Lustspiel Die Mitschuldigen, nahm sie ergänzenden Kompositionsunterricht bei Engelbert Humperdinck. Darüber hinaus wirkte sie auch als Lehrerin, in Hannover, Berlin (ab 1911) und München (ab 1925). Sie trat weiter als Pianistin auf, setzte sich für die Verbreitung von Werken von Komponistinnen ein, schrieb zahlreiche Artikel für das Magazine of Music und arbeitete an einem unveröffentlicht gebliebenen Lexikon über Komponistinnen.

## Kompositionen
Zu den mehr als einhundert Kompositionen Wurms zählen neben Bühnen- und Orchesterwerken auch Vokal- und Kammermusik, darunter eine Oper, zwei Streichquartette, zwei Violinsonaten und eine Violoncellosonate sowie zahlreiche Kompositionen für Klavier (Etüden, Fantasiestücke, eine Sonate, zwei Sonatinen, eine Suite).
RISM (Répertoire International des Sources Musicales), das internationale Quellenlexikon, verzeichnet unter RISM-OPAC online unter dem Namen Mary J. A. Wurm drei große musikalische Werke, die in der Staatsbibliothek zu Berlin aufbewahrt werden:
- Konzertouvertüre op. 19, a-Moll
- Klavierkonzert op. 21, h-Moll
- Oper in drei Akten Die Mitschuldigen, Text: Johann Wolfgang von Goethe (ermittelt)

## Schriften (Auswahl)
- Mary Wurm: Meine zweijährige Studienzeit bei Clara Schumann. In: Neue Musik-Zeitung 40. Jg., Heft 23 (1919), S. 280–284 (Digitalisat).
- Mary Wurm: Praktische Vorschule zur Caland-Lehre. Vorschule zu Elisabeth Calands „Praktischem Lehrgang“ von der Elementar- bis zur Oberstufe, Hannover 1914.
- Mary Wurm: Das ABC der Musik (4 Hefte), Leipzig 1914.